# Friedrich Jacobs
Christian Friedrich Wilhelm Jacobs, född 6 oktober 1764 i Gotha, död där 30 mars 1847, var en tysk klassisk filolog. Han var far till Paul Emil Jacobs.
Jacobs var gymnasielärare 1785-1810 och var därefter överbibliotekarie i Gotha. Han utgav utmärkta upplagor av Akilles Tatios (2 band, 1821) och Anthologica græca (13 band, 1794-1814), därutöver översättningar av bland annat Heliodoros från Emesa (3 band, 1837) samt läroböcker. Jacobs Vermischte Schriften utkom i 8 band 1823-44.